# 10세기
10세기는 901년부터 1000년까지이다.

## 사건

### 아시아
동아시아에서는 한국에서는 고려가 후삼국을 통일하고, 중국에서는 송이 5대 10국 시기의 정치적 분열을 통일하였다. 원난 지방에서 대리가 세력을 넓혀 갔으며, 북부 베트남 지역에서 중국의 오랜 지배에서 벗어나 새로운 왕조가 세워지다가 몇 차례의 왕조 교체가 이어진 후 대월이 성립되었다.

## 주요 사건
- 901년 - 궁예가 후고구려를 건국했다.
- 905년 - 고킨와카슈가 성립됐다.
- 918년 - 태조 왕건이 궁예의 태봉을 무너뜨리고 개경을 도읍삼아 고려를 건국했다.
- 926년 - 발해가 요나라에게 멸망당했다.
- 935년 - 신라의 경순왕이 고려에게 항복했다.
- 935년 - 도사 닛키가 씌어졌다.
- 936년 - 고려가 후백제를 무너뜨리고 후삼국을 통일했다. 고려의 건국은 한국사에서 중세의 개막을 의미한다.
- 996년 - 마쿠라노소시가 씌어졌다.
- 997년 - 죠토쿠의 한구.
- 1000년 - 헝가리 왕국과 세나 왕국를 건국했다.

## 주요 인물
- 궁예 후고구려(마진, 태봉)의 창시자 (857년 - 918년)
- 견훤 후백제의 창시자 (867년 - 936년 재위 900년 - 935년)
- 주전충(852년 - 912년) - 후량의 초대 황제(재위 907년 - 912년).
- 왕건(877년 - 943년)- 고려의 초대 왕(재위 918년 - 943년).
- 야율아보기(872년 - 926년) - 계단(요나라)의 초대 황제(태조)(재위 916년 - 926년).
- 조광윤(927년 - 976년) - 송왕조의 초대 황제(태조)(재위 960년 - 976년).
- 오토 1세(대제)(912년 - 973년)- 독일왕.초대 「신성 로마 황제」(재위 962년 - 973년).
- 위그 카페(941년 - 996년) - 초대 프랑스 국왕.카페왕조의 시조(재위 987년 - 996년).
- 아브드·앗라후만 3세(889년 - 961년) - 후 말 아니왕조의 칼리프(재위 929년 - 961년).
- 바실리우스 2세(958년 - 1025년) - 동 로마 제국 최성기의 황제(재위 976년 - 1025년).
- 시메온 1세(864년 - 927년) - 불가리아왕(재위 893년 - 913년), 불가리아 황제(재위 913년 - 927년).
- 이슈트바 1세(975년 - 1038년) - 헝가리의 건국자(재위 997년 - 1038년).
- 키예프의 블라디미르 1세(956년 - 1015년) - 키예프 대공(재위 980년 - 1015년).
- 이븐 시나(980년 - 1037년) - 부하라 출신의 철학자·의사·과학자.

## 년대와 년도
| 890년대  | 890  | 891  | 892  | 893  | 894  | 895  | 896  | 897  | 898  | 899  |
| 900년대  | 900  | 901  | 902  | 903  | 904  | 905  | 906  | 907  | 908  | 909  |
| 910년대  | 910  | 911  | 912  | 913  | 914  | 915  | 916  | 917  | 918  | 919  |
| 920년대  | 920  | 921  | 922  | 923  | 924  | 925  | 926  | 927  | 928  | 929  |
| 930년대  | 930  | 931  | 932  | 933  | 934  | 935  | 936  | 937  | 938  | 939  |
| 940년대  | 940  | 941  | 942  | 943  | 944  | 945  | 946  | 947  | 948  | 949  |
| 950년대  | 950  | 951  | 952  | 953  | 954  | 955  | 956  | 957  | 958  | 959  |
| 960년대  | 960  | 961  | 962  | 963  | 964  | 965  | 966  | 967  | 968  | 969  |
| 970년대  | 970  | 971  | 972  | 973  | 974  | 975  | 976  | 977  | 978  | 979  |
| 980년대  | 980  | 981  | 982  | 983  | 984  | 985  | 986  | 987  | 988  | 989  |
| 990년대  | 990  | 991  | 992  | 993  | 994  | 995  | 996  | 997  | 998  | 999  |
| 1000년대 | 1000 | 1001 | 1002 | 1003 | 1004 | 1005 | 1006 | 1007 | 1008 | 1009 |